# Fremont, Ohio
Fremont är administrativ huvudort i Sandusky County i delstaten Ohio. Orten har fått sitt namn efter John C. Frémont och en av de främsta sevärdheterna är Rutherford B. Hayes Presidential Center, ett presidentbibliotek och -museum där också Rutherford B. Hayes gravplats finns. Fremont hade 16 734 invånare enligt 2010 års folkräkning.